# Renacer de Arauco
Renacer de Arauco era un periódico chileno, de carácter local, editado en la ciudad de Arauco, en la VIII Región del Biobío. Inicialmente era editado por la Sociedad Periodística Araucanía S.A., perteneciente al Grupo de Diarios Regionales de El Mercurio S.A.P., y en los meses previos a su fusión con el diario Crónica fue editado por la Empresa Diario El Sur, que también había sido adquirida por El Mercurio.
Su primera edición fue publicada el 8 de agosto de 2003, y cubría informaciones relacionadas con las comunas de Arauco, Lebu, Curanilahue, Los Álamos, Contulmo, Tirúa y Cañete. Al igual que los demás periódicos pertenecientes a El Mercurio, Renacer de Arauco era miembro de la Asociación Nacional de la Prensa.
Luego de la adquisición del diario El Sur por parte de El Mercurio, el primero asumió la edición de Renacer de Arauco. En abril de 2009 se anunció el cierre del periódico, con lo cual las informaciones de la Provincia de Arauco serían entregadas por el diario Crónica, editado en Concepción. La última edición de Renacer de Arauco fue publicada el 30 de abril de 2009.